# Nena (album)
Nena je první studiové album německé poprockové skupiny Nena a druhé album její zpěvačky Gabriele Susanne Kerner. Album bylo vydáno 14. ledna 1983 a bývá řazeno do hudebního žánru zvaného Neue Deutsche Welle („nová německá vlna“). Album produkovali Manfred Praeker a Reinhold Heil z německé kapely Spliff. Album bylo vydáno jako LP, MC a CD.
Album mělo velký úspěch v západním Německu a druhý singl 99 Luftballons úspěšně dosáhl 1. místa v hudebních žebříčcích po celém světě, včetně Austrálie, Rakouska, Kanady, Irska, Nizozemska, Nového Zélandu, Švédska, Švýcarska a Spojeného království.
První singl z alba – Nur geträumt – vyšel o rok dříve, v roce 1982. 99 Luftballons byl druhý singl, vydaný v roce 1983. Třetí a poslední singl byl Leuchtturm, vydaný v roce 1983, několik měsíců po „99 Luftballons“.

## Prominentní skladby
Ačkoli je singl 99 Luftballons celosvětově zdaleka nejznámější ze tří singlů, další dva (Nur geträumt a Leuchtturm) jsou již více než 30 let všudypřítomnými prvky živých koncertů nejprve kapely a poté Neny v její sólové kariéře.

### Nur geträumt
Singl Nur geträumt vyšel v květnu 1982, osm měsíců před vydáním alba. Po vydání se singl prodával špatně. Nicméně poté, co Nena píseň předvedla v srpnu 1982, v televizním programu Musikladen, kapele se začala stávat slavnější Německu.
Hit napsala zpěvačka Nena Kerner a její přítel Rolf Brendel (bubeník kapely). Pojednává o páru, který touží trávit čas spolu. Nur geträumt dosáhlo 2. místa v německých žebříčcích, kde se píseň držela sedm týdnů – od konce října do začátku prosince 1982.

### Leuchtturm
Leuchtturm je milostná píseň, jejíž text napsala sama Nena Kerner a popisuje, jak ona a její „Kapitän“ (kapitán) vyrazili sami v „U-Boot“ (ponorce), aby viděli svět z „Leuchtturm“ (majáku). Baví se natolik, že v době, kdy se ponorka vynoří, maják už není v dohledu. Tento hit dosáhl v roce 1983 2. místa v německých žebříčcích.

## Seznam skladeb
Strana A obsahuje stopy 1-6 a strana B obsahuje stopy 7-12.
1. Kino – 2:40 (Rolf Brendel)
2. Indianer – 3:14 (Carlo Karges)
3. Vollmond – 3:02 (Carlo Karges)
4. Nur geträumt – 3:37 (Nena, Rolf Brendel/Uwe Fahrenkrog-Petersen)
5. Tanz auf dem Vulkan – 3:15 (Jürgen Dehmel)
6. 99 Luftballons – 3:50 (Carlo Karges/Uwe Fahrenkrog-Petersen)
7. Zaubertrick – 4:14 (Uwe Fahrenkrog-Petersen)
8. Einmal ist keinmal – 2:40 (Manne Preaker)
9. Leuchtturm – 3:14 (Uwe Fahrenkrog-Petersen)
10. Ich bleib im Bett – 2:40 (Carlo Karges)
11. Noch einmal – 3.55 (Carlo Karges)
12. Satellitenstadt – 4:28 (Carlo Karges/Jürgen Dehmel)

## Sestava skupiny
- Gabriele Susanne Kerner – zpěv
- Jörn-Uwe Fahrenkrog-Petersen – klávesy
- Carlo Karges – kytary
- Jürgen Dehmel – baskytara
- Rolf Brendel – bicí